# Johann Elias Bach
Johann Elias Bach (17. února 1705 Schweinfurt – 30. listopadu 1755 tamtéž) byl německý hudební skladatel. Člen hudební rodiny Bachů.

## Život
Johann Elias Bach byl synem Johanna Valentina Bacha. Studoval teologii na univerzitách v Jeně a v Lipsku. V letech 1737–1742 pracoval v Lipsku jako sekretář svého bratrance Johanna Sebastiana Bacha a jako učitel a vychovatel jeho dětí. Jeho dopisy z tohoto období jsou důležitými zdroji informací o životě J. S. Bacha. Od roku 1743 působil jako kantor ve Schweinfurtu a jako inspektor církevních škol.
Johann Elias Bach byl dvakrát ženatý. První manželství s Johanou Rosinou Fritschovou bylo bezdětné. Krátce po její smrti se 25. ledna 1746 oženil s Annou Marií Hüllerovou, s níž měl čtyři děti.

## Dílo
Dva svazky církevních kantát, které byly jeho současníky vysoce ceněny, se nedochovaly.